# 1379

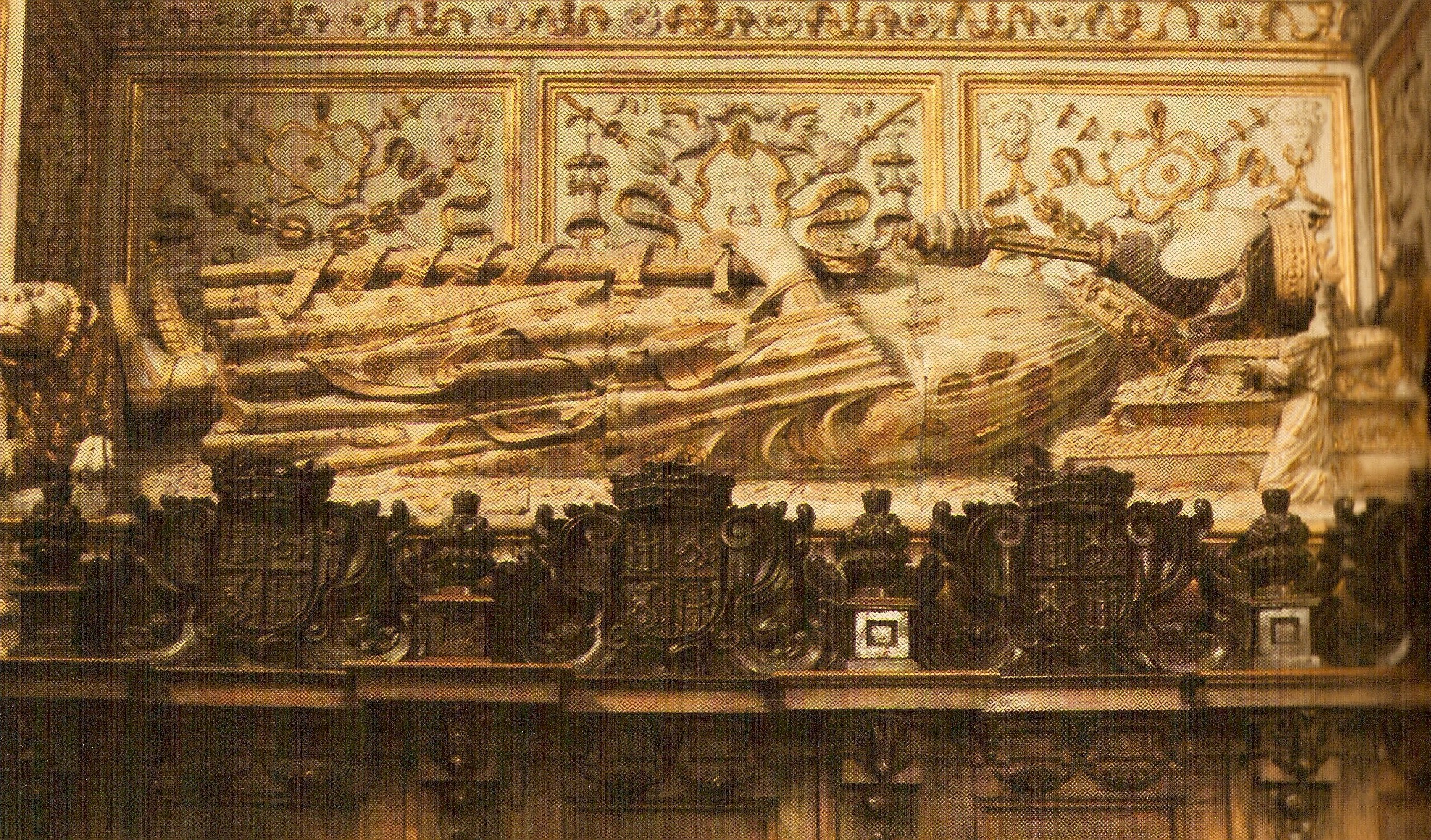
Graftombe van Hendrik II van Castilië

Het jaar 1379 is het 79e jaar in de 14e eeuw volgens de christelijke jaartelling.

## Gebeurtenissen
maart
- 24 - Slag bij Hönnepel: Mechteld van Gelre en Jan II van Blois worden verslagen, en geven hun aanspraken op het hertogdom Gelre op. Einde van de Eerste Gelderse Successieoorlog.

juli
- 7 - Verdrag van Neuberg: De broers Albrecht III en Leopold III van Oostenrijk verdelen het hertogdom. Albrecht verkrijgt het eigenlijke Oostenrijk, Leopold Karinthië, Stiermarken, Tirol en de oorspronkelijke Habsburgse landen.

augustus
- 3 - Jan IV van Bretagne landt gesteund door Engelse troepen terug in zijn hertogdom en neemt daar de macht weer over.

september
- 8 - 's-Heerenberg verkrijgt stadsrechten van graaf Willem I van den Bergh.
- 18 - Catharina van Beieren, hertogin-weduwe van Gelre, hertrouwt met de nieuwe hertog Willem III van Gulik.

oktober
- 29 - Adolf I van Nassau-Wiesbaden-Idstein ontvangt in Eltville het pallium als aartsbisschop van Mainz van tegenpaus Clemens VII.

december
- 22 - Defenestratie van Leuven: De ambachtslieden van Leuven werpen een aantal patriciërs ter dood uit de ramen van het stadhuis.

zonder datum
- Begin van de Gentse Opstand: De stad Gent komt in opstand tegen graaf Lodewijk II van Male. De Gentenaren proberen Brugge te beletten een kanaal naar de Leie te graven.
- Nordhorn ontvangt stadsrechten.
- oudst bekende vermelding: Canhusen

## Opvolging
- Byzantium - Andronikos IV Palaiologos opgevolgd door zijn vader Johannes V Palaiologos
- Castilië - Hendrik II opgevolgd door zijn zoon Johan I
- patriarch van Constantinopel - Macarius opgevolgd door Neilus Kerameus
- Mecklenburg - Albrecht II opgevolgd door zijn zoon Hendrik III

## Geboren
- 4 oktober - Hendrik III, koning van Castilië (1390-1406)
- Anselmus Fabri, Nederlands geestelijke
- Hiëronymus van Praag, Boheems geleerde en hervormer (jaartal bij benadering)

## Overleden
- 18 februari - Albrecht II (~60), hertog van Mecklenburg
- 29 mei - Hendrik II (~45), koning van Castilië (1369-1379)
- 6 oktober - Jan Hyoens (~62), Vlaams volksleider
- 15 november - Otto V van Beieren (~38), Duits edelman
- 16 december - Thomas Banastre, Engels militair
- Frank van Struver (~81), Nederlands edelman
- Isabella van Coucy (~67), Engels prinses
- Tommaso da Modena (~54), Italiaans schilder